# Hünenburg bei Dransfeld

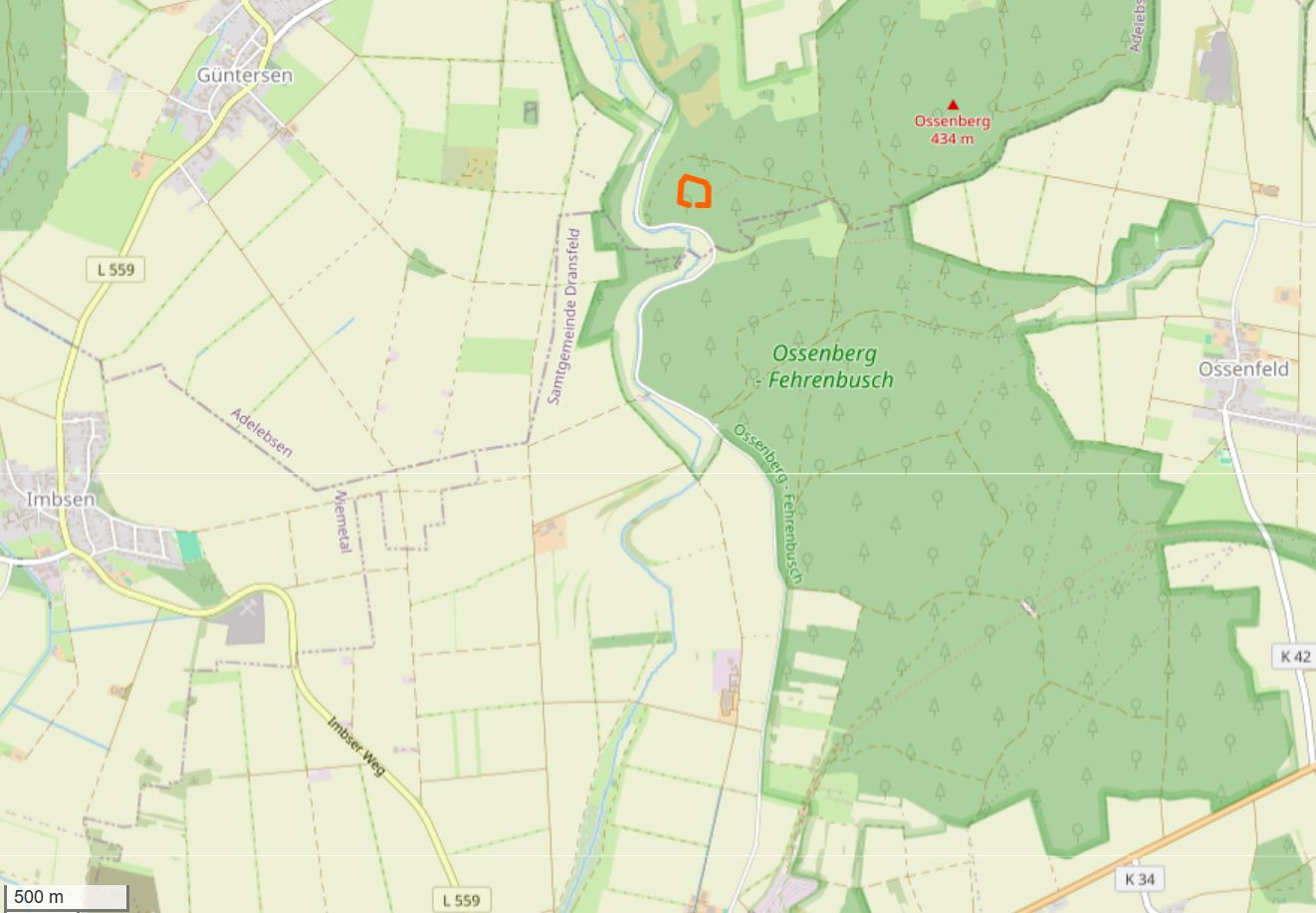
Lagekarte

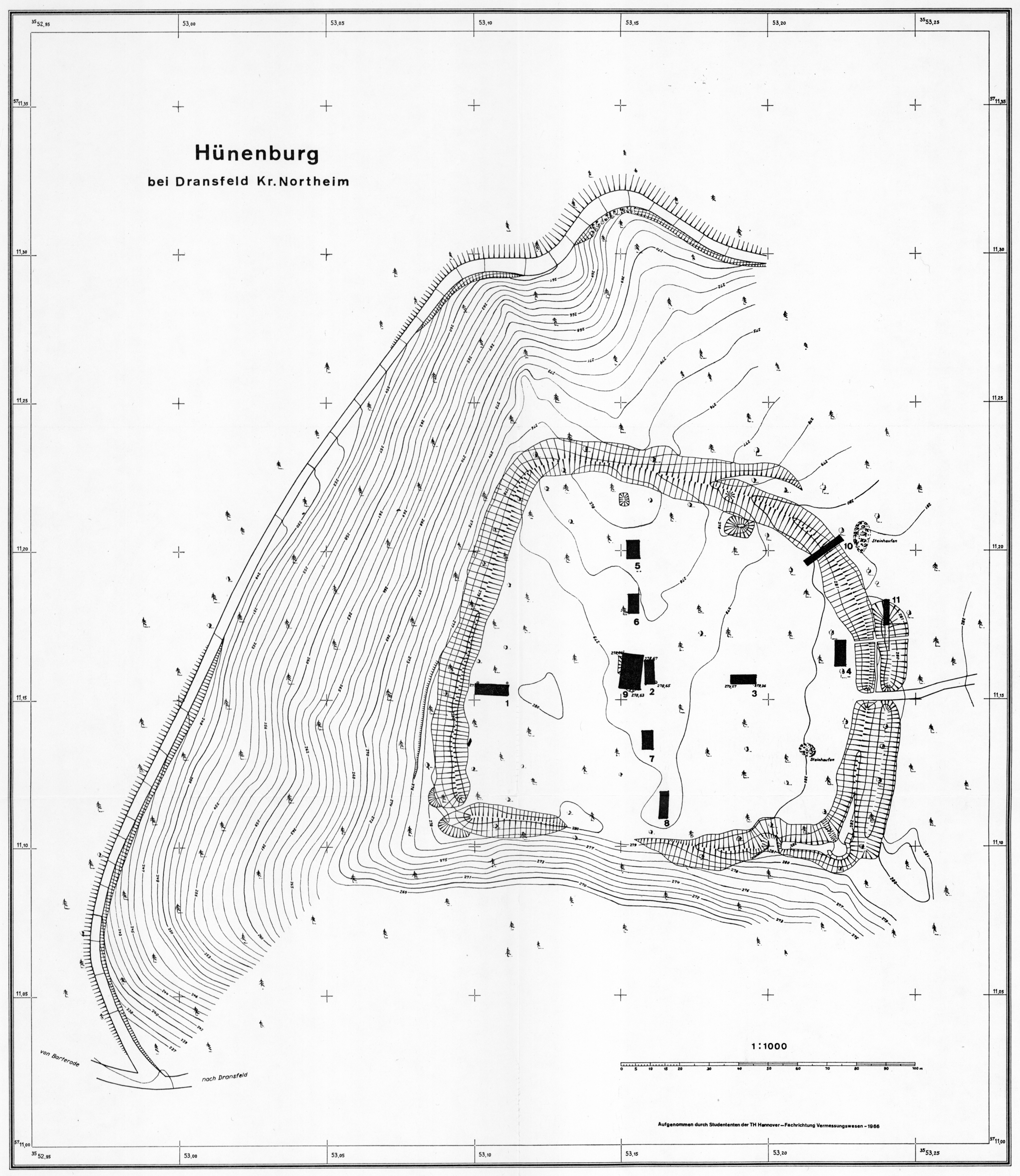
Grundriss der Burganlage

Die Hünenburg bei Dransfeld (eigentlich Huonenburg) war eine frühmittelalterliche Spornburg, deren Reste sich ca. 3200 m nördlich vom heutigen Dransfeld, auf dem Gebiet des Fleckens Adelebsen in Südniedersachsen im Landkreis Göttingen befinden.

## Lage
Die Burganlage südöstlich des Adelebsener Ortsteils Güntersen und südwestlich des Ortsteils Barterode lag auf einem Sporn des nach Südwesten auslaufenden Ossenbergs auf 280 m Höhe über dem Tal der Auschnippe im Naturschutzgebiet Ossenberg-Fehrenbusch. Um 1978 wurden die Basaltgänge auf dem Burggelände untersucht und geologisch und petrografisch beschrieben.

## Beschreibung
Die Burganlage war ca. 120 × 120 m groß. Der heute sichtbare umlaufende Wall weist als Kern eine 1955 bei Ausgrabungen nachgewiesene vermörtelte Schalenmauer aus Bruchstein auf. Die Burg ist im Norden, Westen und Süden durch Steilhänge geschützt. Die Angriffsseite im Osten ist durch eine ca. 2,10 m starke Trockenmauer in Zweischalenbauweise gesichert. Außen vorgelagert war nach einer 1,30 m breiten Berme ein 11 m breiter und 3,75 m tiefer Sohlgraben. An der Südostecke wurde eine Bastion nachgewiesen, die wahrscheinlich nachträglich angebaut wurde. In und bei der Burg wurden Keramikscherben des 9.–11. Jahrhunderts gefunden. Etwa in der Mitte der Anlage befindet sich eine Vertiefung, die als Rest eines Grubenhauses gedeutet wurde. Das einzige Tor der Burg wurde an der Südseite in der Nähe der Südostecke ergraben, dort sind die Mauern zu einer Art Zangentor nach innen geführt. Teilweise abweichende Interpretationen und Thesen zu weiteren Einbauten veröffentlichte Joachim Jünemann nach radiästhetischen Untersuchungen. Die Burganlage, auch als karolingisch-ottonischer Burgwall beschrieben, wird als Wallburg und Fluchtburg eingestuft. Kleinere Grabungsfunde, die zum Beispiel Keramikgefäßen zugeordnet werden, sind im Besitz der Kreisarchäologie des Landkreises und können jederzeit eingesehen werden.

## Geschichte
Eine schriftliche Erwähnung der Hünenburg ist in einer Urkunde erhalten, mit der am 15. Juni 1348 unter anderem jährliche Einkünfte aus Ländereien verkauft wurden, darunter auch 15 Pfennig von eyner breyden, de bi der Hu(o)neborch lid. Der Text ist im Urkundenbuch des Klosters Hilwartshausen abgedruckt; ob die Burg zu diesem Zeitpunkt noch genutzt wurde oder – wahrscheinlicher – schon zerstört war, geht aus dem Text nicht direkt hervor.
Die Funktion der Hünenburg ist nicht abschließend geklärt, sie liegt aber in einem schon früh besiedelten Gebiet in der Nähe einer alten Wegeführung. Archäologische Probegrabungen nahmen 1955/56 Fritz Bertram Jünemann und 1965/66 Hans-Günter Peters vor.
Im Jahre 2015 wurden auf dem Gebiet der Hünenburg umfangreiche Forstarbeiten durchgeführt, ein Bereich des Walles am neuen Informationspunkt baumfrei gesetzt und der ehemalige Zugang für Wanderer an der Nordseite der Anlage sowie der Rundweg auf dem Wall entfernt. Stattdessen wurde an der Ostseite außerhalb des Grabens eine Beobachtungsplattform mit Informationstafel aufgestellt.

## Heutige Nutzung
Die Hünenburg als anerkanntes Bodendenkmal ist ein Kulturdenkmal im Sinne des Niedersächsischen Denkmalschutzgesetzes. Sie sollte ohne Genehmigung nicht mehr betreten werden. Die Niedersächsischen Landesforsten erhalten und pflegen die Anlage durch eine naturnahe und schonende Waldbewirtschaftung. In enger Abstimmung wird versucht das Interesse von Forstwirtschaft, Denkmal- und Naturschutz sowie das der Besucher in Übereinstimmung zu bringen.